# 124. peruť (Izrael)
124. peruť (hebrejsky טייסת 124‎), známá také jako „Vířící meče“ či „Rotující ostří“ (hebrejsky החרב המתהפכת‎) je vrtulníková jednotka Izraelského vojenského letectva vybavená stroji S-70A a UH-60 „Black Hawk“, dislokovaná na základně Palmachim.